# Modraszek korydon
Modraszek korydon (Polyommatus coridon) – gatunek motyla dziennego z rodziny modraszkowatych (Lycaenidae).

## Wygląd
Rozpiętość skrzydeł od 33 do 37 mm, dymorfizm płciowy wyraźny: wierzchnia strona skrzydeł samców niebiesko-srebrzysta z czarną obwódką, a u samic – brązowa.

## Siedlisko
Stepy, lasostepy, skaliste zbocza, piaszczyska, pastwiska, polany w borach sosnowych, przydroża, przytorza, kamieniołomy i żwirownie.

## Biologia i rozwój
Wykształca jedno pokolenie w roku (lipiec–sierpień). Roślina żywicielska: cieciorka pstra. Jaja barwy białej składane są pojedynczo na łodygach roślin żywicielskich i innych roślinach w sąsiedztwie. Larwy zimują w osłonkach jajowych. Myrmekofilia fakultatywna – mrówki towarzyszące to murawka darniowiec oraz inne gatunki z rodzajów Lasius, Myrmica, Formica i Tapinoma. Stadium poczwarki trwa od 2 do 4 tygodni. 

## Rozmieszczenie geograficzne
Gatunek europejski, w Polsce rozpowszechniony na niżu; nie występuje w Sudetach i Karpatach (z wyjątkiem Pienin). Na północy kraju spotykany tylko lokalnie.